# Кавечани
Кавечани (слч. Kavečany) је градска четврт Кошица, у округу Кошице I, у Кошичком крају, Словачка Република.

## Становништво
Према подацима о броју становника из 2011. године градско насеље је имало 1.192 становника.